# Podhradí u Jičína
Podhradí (deutsch Podhrady) ist ein Flecken in Tschechien. Er liegt vier Kilometer südwestlich des Stadtzentrums von Jičín am Berg Veliš und gehört zum Okres Jičín.

## Geographie

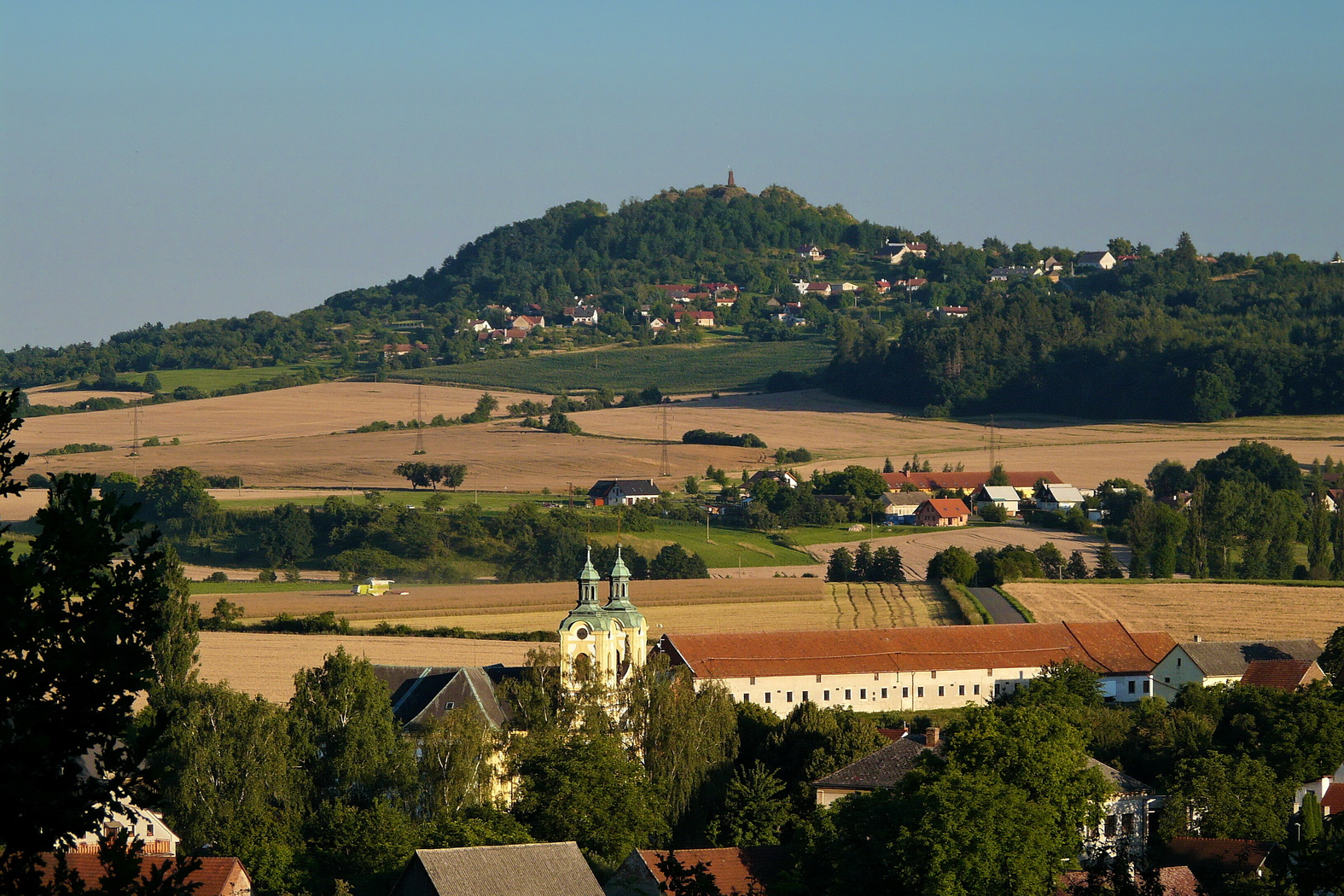
Ostružno, Podhradí und Veliš

Der Ort befindet sich auf dem Höhenzug Velišský hřbet am Westhang des Veliš. Nach Norden breitet sich die Flussebene des Porák und der Cidlina aus.
Nachbarorte sind Březina im Norden, Vokšice und Jičín im Nordosten, Čejkovice und Šlikova Ves im Osten, Staré Místo im Südosten, Veliš im Süden, Bukvice im Südwesten, Křelina im Westen sowie Hlásná Lhota im Nordwesten.

## Geschichte
Um 1300 entstand auf dem Berg Veliš die königliche Burg Weliss.
Vor der Burg bildete sich eine Ansiedlung, die 1546 erstmals als Welissi urkundlich erwähnt wurde. Das zur Burgherrschaft Welisch gehörige Dorf Podhrady bildete das wirtschaftliche Zentrum der Burg. Nach der Schlacht am Weißen Berg kaufte am 22. Juli 1622 Albrecht von Waldstein die Herrschaft Welisch und gliederte sie in das Herzogtum Friedland ein.
Nach Wallensteins Ermordung 1634 erhielt am 27. Januar 1635 Heinrich Schlick auf kaiserlichen Erlass einen Teil der Herrschaft einschließlich Podhrady. 1658 erfolgte die Schleifung der Burg, die fortan von den Bewohnern des Ortes zur Gewinnung von Baumaterial genutzt wurde. 1790 wurde Podhrady als untertäniger Markt bezeichnet. Gepfarrt war der Ort nach Welisch.
Im 19. Jahrhundert wurde auf dem Veliš Basalt gebrochen. Bis zur Einstellung des Steinbruches im Jahre 1879 wurden große Teile der Bergkuppe abgetragen; von der Burgruine blieb nur wenig erhalten.
Am 17. Mai 1954 wurde der Ort zum Dorf abgestuft. 1998 wurden die Ruine Veliš, die St.-Wenzels-Kirche in Veliš, das Barockschloss Vokšice, die Kapelle Andělíček sowie die Loreta der Jungfrau Maria zur Denkmalschutzzone erklärt. Seit dem 23. Januar 2007 besitzt Podhradí wieder den Status eines Fleckens (Městys).

## Ortsgliederung
Der Flecken Podhradí besteht aus den Ortsteilen Čejkovice (Tschejkowitz), Hlásná Lhota (Groß Lhota), Podhradí (Podhrady), Šlikova Ves (Schlickendorf) und Vokšice (Wokschitz).

## Sehenswürdigkeiten

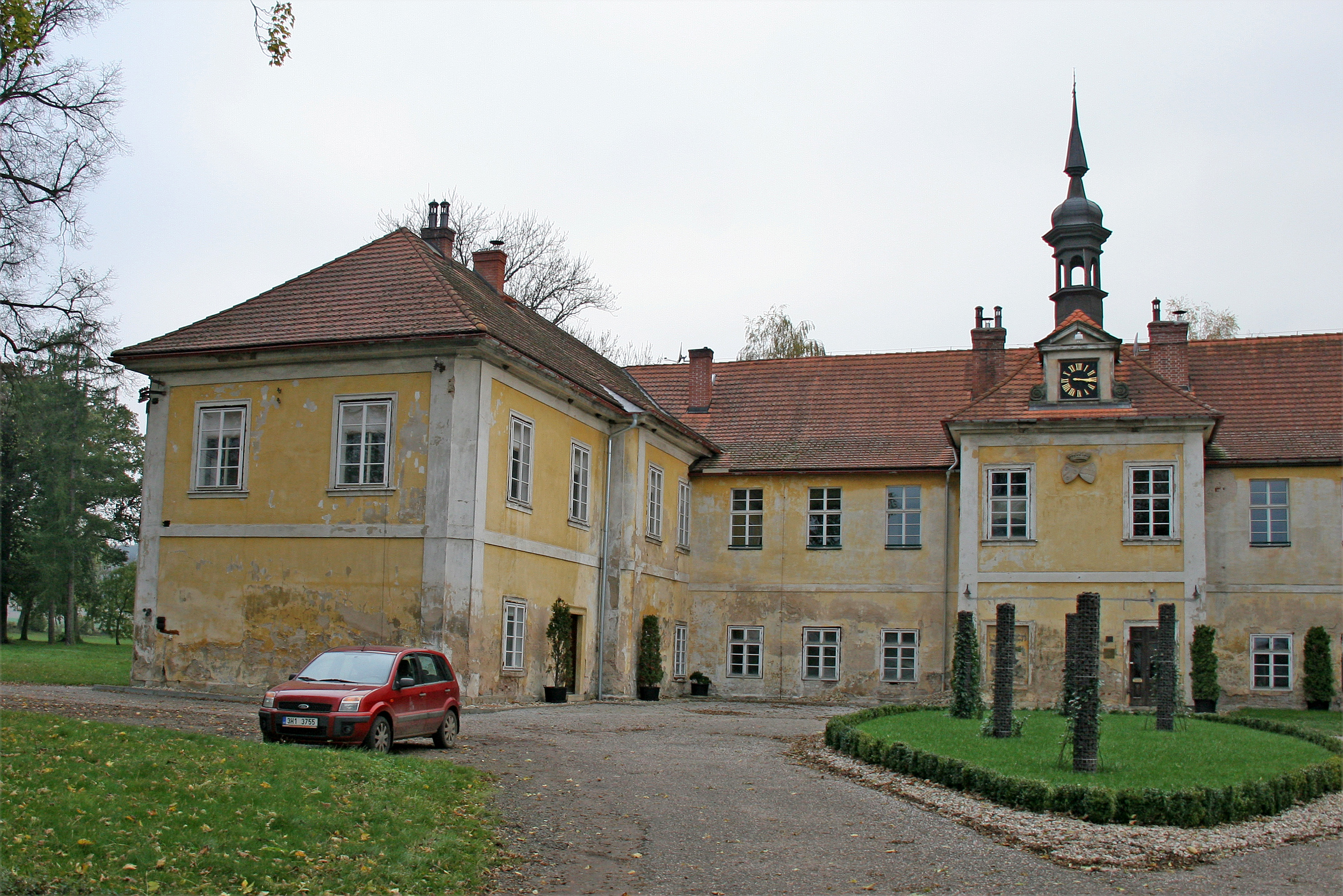
Barockschloss Vokšice (Wokschitz)

- Berg Veliš mit Resten der gleichnamigen Burg
- Barocke Statue des Hl. Salvator, errichtet 1770
- Barockschloss Vokšice (Wokschitz), erbaut 1660
- Steinernes Kreuz in Hlásná Lhota, aufgestellt 1863
- Blockhäuser in Hlásná Lhota
- Kapelle Andělíček auf dem Velišský hřbet zwischen Podhradí und Hlásná Lhota, errichtet 1720 wahrscheinlich von Johann Blasius Santini-Aichl
- Speicher in Vokšice, errichtet 1700
- Loreta der Jungfrau Maria auf einer bewaldeten Kuppe des Velišský hřbet bei Hlásná Lhota, erbaut 1694

## Söhne und Töchter des Ortes
- František Křelina (1903–1976), tschechischer Dichter